# Freya disparipes
Freya disparipes là một loài nhện trong họ Salticidae.
Loài này thuộc chi Freya. Freya disparipes được Lodovico di Caporiacco miêu tả năm 1954.